# Алімгулово
Алімгу́лово (рос. Алимгулово, башк. Әлимғол) — присілок у складі Кугарчинського району Башкортостану, Росія. Входить до складу Волостновської сільської ради.
Населення — 103 особи (2010; 107 в 2002).
Національний склад:
- башкири — 100%